# ランスの学校で神学を教える聖ブルーノ
『ランスの学校で神学を教える聖ブルーノ』（ランスのがっこうでしんがくをおしえるせいブルーノ、仏: Saint Bruno enseigne la théologie dans les écoles de Reims、英: Saint Bruno Teaches Theology in the Schools of Reims）は、17世紀フランスの画家ウスタシュ・ル・シュウールがキャンバス上に油彩で制作した絵画で、1645-1648年の間に画家がパリのカルトゥジオ会の小さなシャルトルーズ (Chartreuse) 修道院のために描いた22点の連作のうちの1点である。おそらくル・シュウールは、この連作の制作に義弟トマ・グセ (Thomas Goussé,1627-1658年) の協力を得ている。作品は1776年にダンジヴィレ伯爵の勧めでルイ16世が取得し、1785年以降、パリのルーヴル美術館に所蔵されている。

## 作品
シモン・ヴーエのアトリエに学んだル・シュウールは、17世紀のフランスで尊敬を集めていた画家である。彼は単独の作品だけでなく連作もいくつか制作しているが、その中で最も有名なのがカルトゥジオ会を創設した聖ブルーノ (1027/1035-1101年) の生涯を描いた22点の連作である。この連作は、聖ブルーノの生涯における主な出来事を表している。

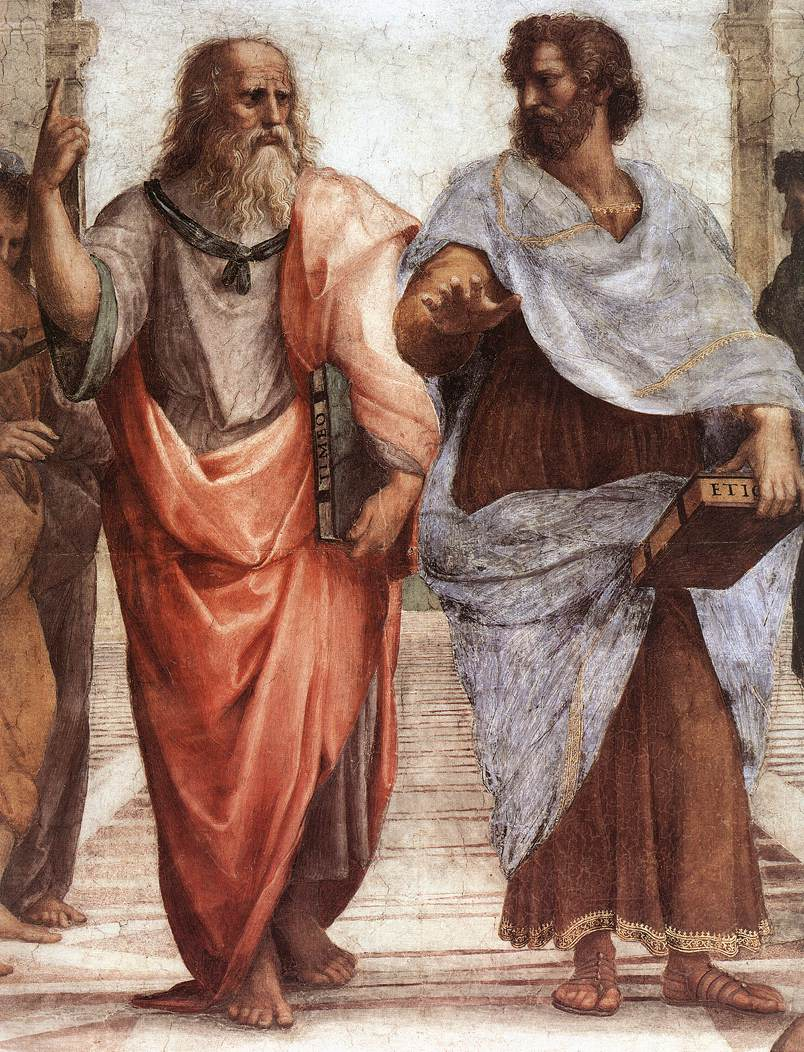
ラファエロ『アテナイの学堂』 (1509-1511年) 中のプラトン (左側)、ヴァチカン宮殿、 ローマ

パリのカルトゥジオ会修道院のために制作されたこの連作は、修道士たちが聖ブルーノの模範的な生涯を忘れないようにするためのものであった。どの作品にもラテン語の銘文が飾り枠の中に記されている。ブルーノは、修道士になって厳格な瞑想を旨とするカルトゥジオ会を創設する前は、優れた神学の教師であり、俗人ながら説教もしていた。本作には、彼がランス大聖堂の学校で学生たちに教える姿が表されている。ブルーノは、ケルンとランスで学業を終えて間もない1056年に校長となった。
絵画の場面は、12歳のイエス・キリストが神殿で学者たちと議論する様子を想起させる。学生たちは、熱弁をふるう教師ブルーノの話に耳を傾けている。教壇は、17世紀に好まれた古典的な形式のものである。ブルーノは人差し指を上に向けているが、これはラファエロの『アテナイの学堂』 (バチカン宮殿、ローマ) に描かれたプラトンの姿にもとづいている。